# Pettinengo
Pettinengo (piemontiul: Pcinengh) település Olaszországban, Piemont régióban, Biella megyében. Lakosainak száma 1442 fő (2023. január 1.). Pettinengo Andorno Micca, Biella, Callabiana, Camandona, Piedicavallo, Piode, Ronco Biellese, Ternengo, Valle San Nicolao, Zumaglia, Rassa, Scopello, Veglio, Bioglio, Pila, Tavigliano és Valdilana községekkel határos.

## Népesség
A település lakossága az elmúlt években az alábbi módon változott:
| Lakosok száma | 1468 | 1556 | 1442 |
|               | 2017 | 2018 | 2023 |